# Stulisz lekarski
Stulisz lekarski (Sisymbrium officinale (L.) Scop.) – gatunek rośliny należący do rodziny kapustowatych (Brassicaceae). 

## Rozmieszczenie geograficzne
Występuje w stanie dzikim w Europie, Afryce Północnej i Azji. Jako gatunek zawleczony rozprzestrzenił się także na Azorach i w niektórych innych rejonach. W Polsce roślina pospolita na całym obszarze. Archeofit.

## Morfologia

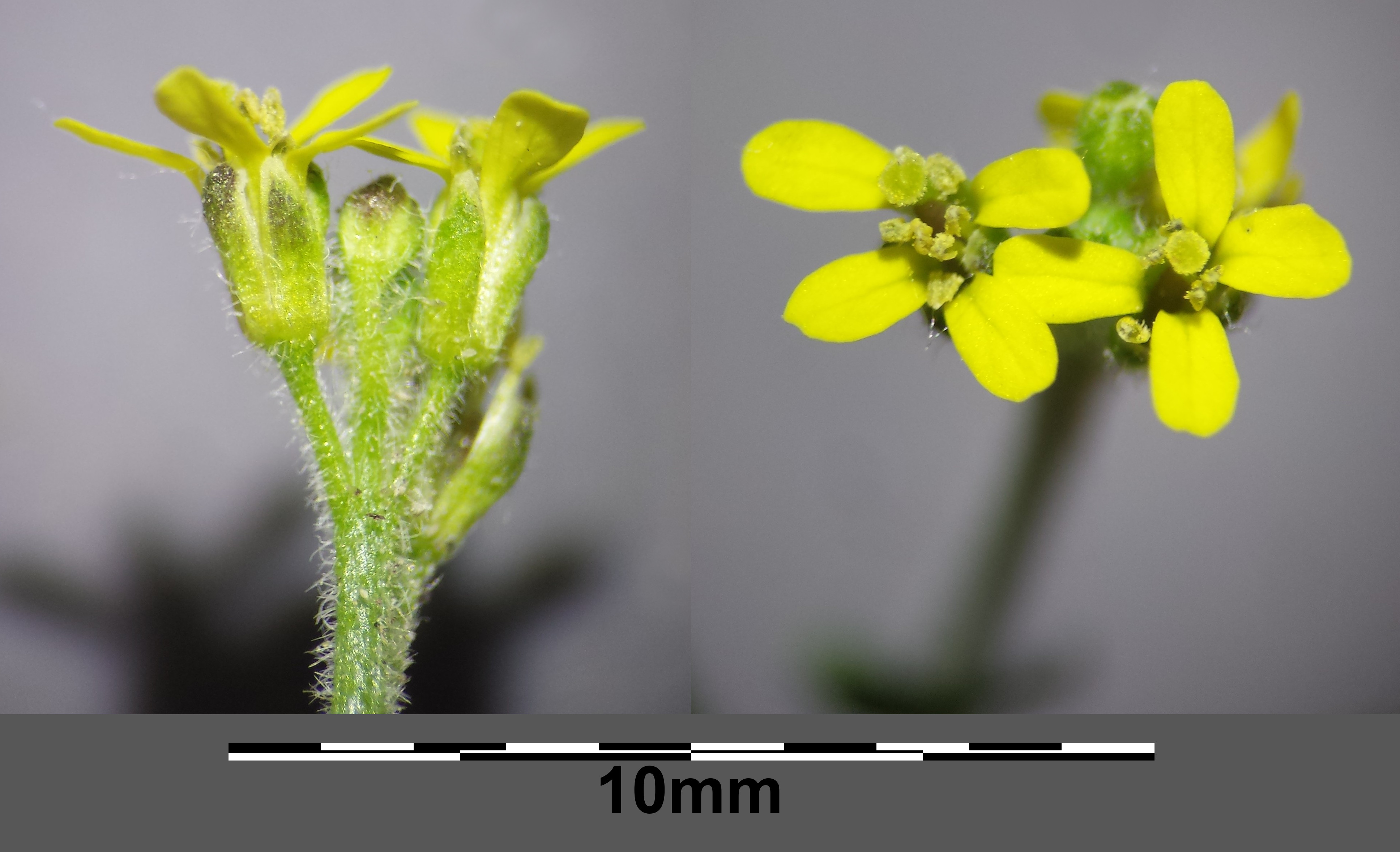
Kwiaty

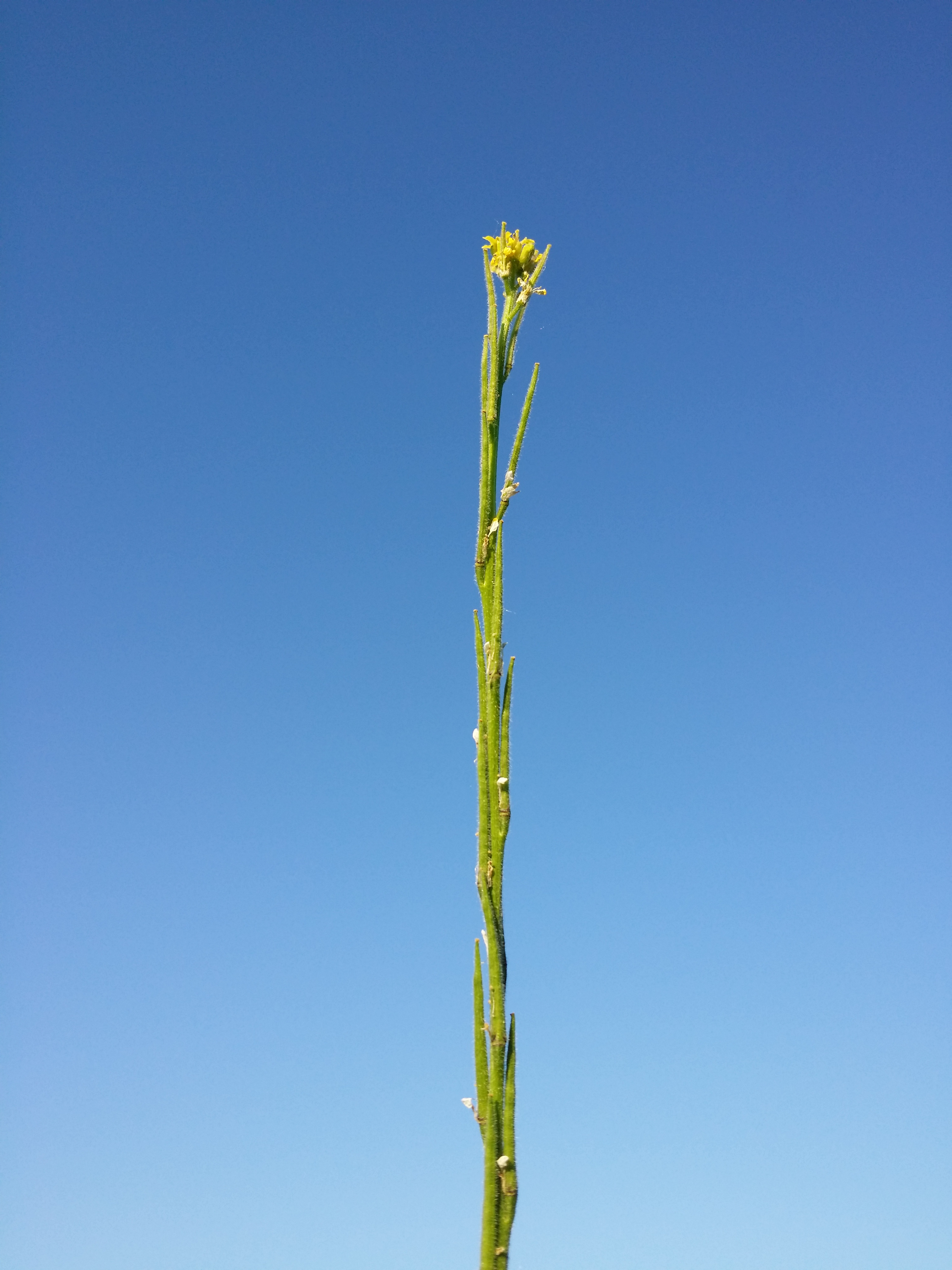
Łuszczyny przytulone do pędu

ŁodygaSztywna, przeważnie owłosiona, 30–60 cm wysokości, poziomo rozgałęziona.
LiściePierzastodzielne – najniższe pary odcinków zbliżają się do łodygi. Odcinki nierówno zazębione, największy jest odcinek końcowy. Górne liście niepodzielone.
KwiatyBladożółte, drobne, zgrupowane w krótki, groniasty kwiatostan, który później się wydłuża. 4 owalne, wydłużone i owłosione działki kielicha, 4 łopatkowate płatki korony silnie rozchylone na boki, pojedynczy słupek, o wydłużonej zalążni przechodzącej bezpośrednio w tarczowate znamię, kilka pręcików wystających nieco powyżej znamienia słupka. Kwitnie od maja do października, jest owadopylny lub samopylny.
OwocCzworokątna i wzniesiona łuszczyna na krótkiej, zrośniętej z nią szypułce. Ma długość do 20 mm, zwęża się ku szczytowi, jest 3-nerwowa, bez dzióbka i przytulona do osi kwiatostanu.

## Biologia i ekologia
Roślina jednoroczna. Siedlisko: przydroża, wysypiska, ugory, pola, nasypy kolejowe, mury. Gleby bogate w azot. W klasyfikacji zbiorowisk roślinnych gatunek charakterystyczny dla All. Sisymbrion, Ass. Sisymbrietum sophiae. Roślina trująca: Roślina zawiera glikozyd siarkocyjanianowy i w większych ilościach jest lekko trująca, nie tylko dla ludzi, ale również zwierząt domowych. Nasiona zawierają ok. 30% oleju, są jednak podobnie, jak cała roślina trujące.

## Zastosowanie
- Roślina lecznicza: ziele Herba Sisymbrii officinalis działa wzmacniająco na serce i żołądek.
- Nasiona mogą zastąpić gorczycę.